# 山斎泉隣
山斎 泉隣（さんさい せんりん、生没年不詳）とは、江戸時代の浮世絵師。

## 来歴
渓斎英泉の門人。姓は井村、名は不明。山斎と号す。江戸桜田に住む。作画期は天保から安政の頃にかけてで、人情本の挿絵を描いたといわれている。